# Rutland (Iowa)
Rutland – miejscowość w Stanach Zjednoczonych, w stanie Iowa, w hrabstwie Humboldt, nad rzeką Des Moines. Zgodnie ze spisem statystycznym z 2000 roku, miasto liczyło 145 mieszkańców.